# Zone of the Enders
Zone of the Enders (ZONE OF THE ENDERS Z.O.E ゾーン オブ エンダーズ?, Zōn obu Endāzu), spesso abbreviato in Z.O.E., è un videogioco sviluppato e pubblicato dalla Konami nel 2001 per PlayStation 2. Il gioco ha come tema centrale il combattimento tra mecha.
Z.O.E. è stato prodotto da Hideo Kojima. I disegni dei mecha sono di Yoji Shinkawa, disegnatore dei personaggi della serie Metal Gear.
Nel 2001 sono usciti anche un OAV, Zone of the Enders: 2167 Idolo, e una serie TV anime, Z.O.E. Dolores, I, prodotti dalla Sunrise.
Il seguito del gioco, del 2003, è Zone of the Enders: The 2nd Runner, pubblicato in Giappone con il nome di Anubis: Zone of the Enders.
Nel 2012 sia questo gioco che il suo sequel sono stati inclusi in una raccolta per PlayStation 3 e Xbox 360 riedita in alta definizione con il titolo Zone of the Enders HD Collection.

## Trama
Ambientato attorno l'orbita di Giove nel 2172, il protagonista del gioco è Leo Stenbuck, pilota di mecha.
Nel XXII secolo l'uomo ha ormai colonizzato vari pianeti del sistema solare, costruendovi colonie orbitali e scoprendo una nuova forma di energia, il Metatron, originariamente scoperto su Callisto. Bahram è un'organizzazione militare anti-terrestre con base su Vascilia, colonia orbitale di Marte, che persegue l'indipendenza di Marte dalla Terra tramite l'uso della forza. La UNSF (United Nations Space Force), forza militare terrestre, ha preso il controllo di Antilia, una colonia orbitale di Europa (una delle lune di Giove), in precedenza sotto il controllo di Bahram. Il gioco si apre con un raid organizzato da Bahram per riprendere possesso di due Orbital Frame (nome dato ai mecha di ultima generazione basati su tecnologia Metatron) dalle straordinarie capacità costruiti proprio su Antilia, anche a costo di distruggere la colonia. "Alpha" e "Bravo" sono i nomi in codice dati ai due obiettivi: Bahram riesce presto ad impossessarsi di Alpha. Bravo, invece, per pura casualità, viene trovato e riattivato da un abitante della colonia che cercava rifugio dall'assalto in corso, Leo Stenbuck, un ragazzino di soli 10 anni. Leo fa subito la conoscenza di ADA, l'intelligenza artificiale montata su Jehuty (vero nome dell'Orbital Frame), che aiuterà il ragazzo per tutta la durata del gioco. Dopo aver distrutto alcuni Raptor, Jehuty viene intercettato da "Neith", Orbital Frame di Classe C pilotato da Viola, fredda e spietata ufficiale di Bahram. Il Jehuty dimostra da subito una classe tecnologica superiore, costringendo Viola alla ritirata. La Space Force riesce a mettersi in contatto col Jehuty, chiedendo la collaborazione di Leo per trasportare l'Orbital Frame su Marte, dove verrà impiegato contro Bahram stessa. La Space Force si dimostra molto più rispettosa della vita umana della controparte marziana e Leo accetta. Nel tentativo di difendere la colonia dagli attacchi, Leo trova Celvice Klein, sua amica d'infanzia, ma prima di trarla in salvo dovrà affrontare "Tempest", altro Orbital Frame di classe C dotato di lanciafiamme inviato da Bahram. Sconfitto Tempest, ADA consiglia a Leo di distruggere il sistema EPS, manipolato da Bahram, per liberare la colonia dal pericoloso campo energetico. Dopo aver preso il controllo di un Raptor per distruggere la seconda antenna alla base del sistema EPS, ADA viene infettata da un virus trappola innescato da "Tyrant", Orbital Frame di Bahram che controlla tutti i Raptor nella colonia. Leo sarà costretto a trovare un vaccino per eliminare il virus e ripristinare tutte le funzioni di Jehuty, dopodiché eliminerà facilmente Tyrant. La Space Force informa Leo che, per raggiungere lo Spazio Porto, dovrà deviare verso i magazzini, che possono essere raggiunti solo attraversando la diga. Qui ad aspettarlo ci sarà "Nebula", altro Orbital Frame di Classe C di Bahram. La sconfitta di Nebula impressiona Nohman (colonnello di Bahram) che nel frattempo ha riattivato "Anubis" (il vero nome dell'Orbital Frame Alpha). Raggiunti i magazzini, Viola aspetta la sua rivincita contro Jehuty, questa volta con un Neith potenziato, ma anche questa volta verrà sconfitta. Mentre Leo e Celvice parlano con l'agente della Space Force, Viola spara a tradimento contro Celvice, costringendo Leo ad avviarsi verso lo Spazio Porto per affrontare un'ultima volta Viola e il suo Neith apparentemente immortale. Lo Spazio Porto è stato riempito di mine vaganti da Bahram, e durante lo scontro con Viola, una di queste esplode proprio contro il suo Neith, condannandola a morte. A questo punto compare l'Anubis, pilotato da Nohman in persona. ADA spiega che Anubis è l'Orbital Frame gemello di Jehuty, e che allo stato attuale Jehuty non sia in grado di competere contro l'Anubis. Leo non può far altro che subire i colpi dell'Anubis fino a quando la Space Force non arriva in soccorso di Leo e di Jehuty, creando un'apertura nello Spazio Porto e permettendo loro la fuga. Leo può così rivedere Celvice a bordo dell'Atlantis e salutare ADA, ringraziandola per il suo costante aiuto. Alla domanda di Leo su cosa farà una volta giunta su Marte, ADA rivela la sua vera missione: autodistruggere il Jehuty per fermare Bahram.

## Modalità di gioco
Zone of the Enders è un hack and slash in terza persona, la visuale cambia in prima persona solo durante i dialoghi. Per tutta la durata del gioco si piloterà il Jehuty: si dovranno risolvere enigmi, si dovrà proteggere la colonia, si dovranno cercare i potenziamenti giusti (driver) per poter proseguire con la trama.

### Nemici
- Raptor : Orbital Frame prodotto in massa, esistente in due modelli (con una o due lame laser); come armi dispongono di lame, mine e sfere laser rimbalzanti. Il Raptor può essere usato nella modalità versus dopo aver completato il gioco una volta. I Raptor non hanno piloti. Completando il gioco due volte si sbloccherà la versione con una spada.
- Cyclopis : Orbital Frame prodotto in massa. Sono una versione potenziata dei Raptor (le loro braccia e gambe sono più spesse rispetto a quelle sottili dei Raptor), disponendo di una forza fisica enorme ma non hanno armi da tiro. Come i Raptor, anch'essi non hanno piloti a guidarli. Può essere usato nella modalità versus dopo aver completato il gioco una volta. Il loro attacco più forte consiste nell'emettere un'onda d'urto invisibile.
- Mummyhead : Orbital Frame prodotto in massa. Sono dei Raptor ricoperti dello scudo Mummy e non hanno piloti. Lo scudo Mummy funge da corazza, donandogli una difesa molto forte ma tuttavia rallentandogli i movimenti. Hanno in dotazione un'arma laser (phalanx) che consente di sparare fuoco ininterrotto, in più dispongono di un potente raggio laser orizzontale (halberd). Può essere usato nella modalità versus dopo aver completato il gioco una volta.
- Tempest : Orbital Frame di Classe C, usato per radere al suolo i campi nemici, è dotato di vari lanciafiamme, che usa con le sue otto braccia; può distruggere intere città, non si può utilizzare.
- Neith : Orbital Frame di Classe C dalle sembianze femminili comandato da Viola, ha un'enorme potenza ed è uno dei più forti orbital frame costruiti. Le sue braccia diventano fruste ed è addirittura meglio di Jehuty in termini di mobilità. Si potrà usare nella modalità versus dopo aver completato il gioco una volta.
- Nebula: Orbital Frame di Classe C simile ad un'astronave, attacca mentre è in volo con raggi laser e cannoni. Quando è in difficoltà cambia forma, mostrando due fruste simili a tentacoli. Non si può utilizzare.
- Zombie-Neith: dopo avere sconfitto Neith nel magazzino, si incontrerà di nuovo nell'ultimo livello e nel filmato si svelerà che Neith è immortale e avrà nuove armi e una potenza ancora maggiore. Si potrà usare dopo aver completato il gioco la seconda volta nella modalità versus.
- Anubis : Orbital Frame di Classe C gemello del Jehuty; riesce a sparire e a ricomparire bloccando i nemici in una sfera paralizzante, che può essere infranta con uno scatto (burst); ogni suo attacco, fisico o energetico, è estremamente potente. Non è utilizzabile dai giocatori. Pilotato dal colonnello Nohman, è il nemico finale del gioco e l'orbital frame definitivo.

## Accoglienza
La rivista Play Generation classificò il Jehuty come il terzo protagonista più gigantesco dei videogiochi su PlayStation 2.